# Ungár Imre
Ungár Imre (Budapest, 1909. január 23. – Budapest, 1972. november 22.) Liszt- és Kossuth-díjas zongoraművész, zenepedagógus, eszperantista.

## Élete, munkássága

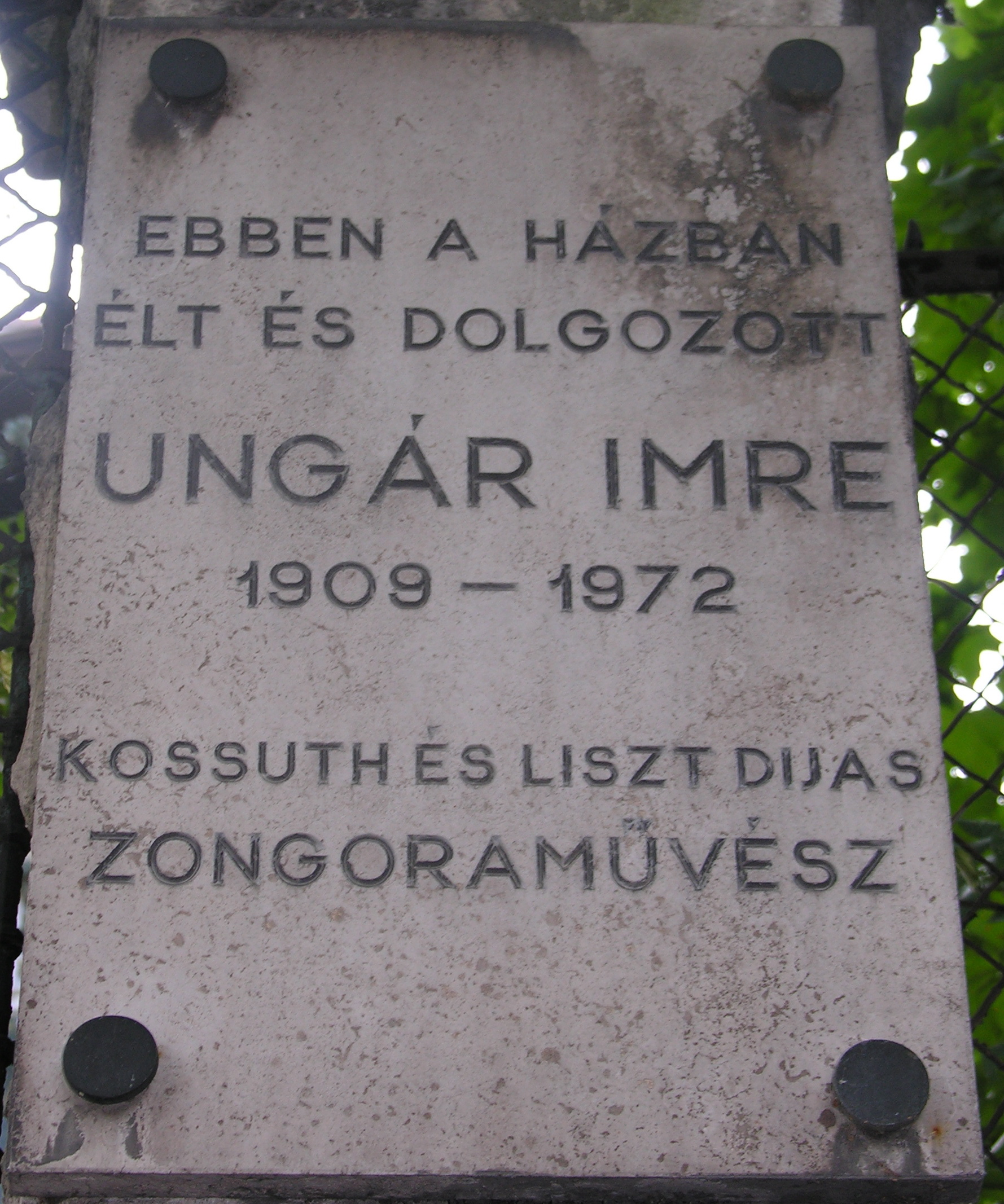
Emléktáblája egykori lakhelyén
(II. ker., Szemlőhegyi utca 8)

Zsidó családban született. Szülei Ungár Ábrahám (1875–1938) és Katzburg Hermina. Apró gyermek korában, háromévesen, agydaganat következtében elvesztette a látását. Először a Wechselmann vakok intézetében tanult, majd zongoratanulmányait Rózenfeld Izsónál, azután Thomán Istvánnál végezte a Zeneakadémián. Az 1920-as évek közepétől már koncertezett, Magyarországon is, külföldön is. 1926-ban, a Klebelsberg Kuno vallás- és közoktatásügyi minisztersége idején szervezett I. Országos Tehetségvédelmi Kongresszuson neki ítélték Budapest tehetségvédelmi versenyének első díját. 1932-ben megkapta a Signum Laudis kitüntetést. Ebben az időben nősült meg; felesége Gelléri Ilona volt, fiuk, István, 1945-ben született.
Fontos állomás volt karrierjében az 1932-es Varsói Chopin-verseny, amelyen megosztott első díjat nyert Alekszandr Unyinszkij szovjet zongoraművésszel együtt. Ezután még az Amerikai Egyesült Államokban is koncertezett – nagy sikert aratva. A második világháború kitörésekor Hollandiába emigrált, ahonnan csak 1943-ban tudott hazatérni. Zsidó származása miatt bújkált a nyilas időkben és Jármer Lajos zenetanár rejtegette. A hangversenyezést 1945-ben kezdte újra. Koncertjein különösen emlékezetesek voltak Johann Sebastian Bach, Wolfgang Amadeus Mozart, Ludwig van Beethoven, Frédéric Chopin, Franz Schubert, Claude Debussy, Bartók Béla és Kodály Zoltán műveinek interpretációi. A hanglemezfelvételeket nem szerette, a rádióban viszont gyakran fellépett.
1949-ben a Liszt Ferenc Zeneművészeti Főiskola tanára lett, és oktató munkáját – vaksága ellenére – haláláig végezte. Több jeles tanítványa is volt, például Baranyay László és Németh Tamás zongoraművészek, Durkó Zsolt zeneszerző. Munkatársa volt Szabolcsi Bencének, Tóth Aladárnak és Gát Józsefnek. Saját vaksága magyarázza, hogy sokat segítette a vakok zenetanulását és a vak zenetanárok alkalmazását is. Erről írást is megjelentetett a Parlando folyóiratban, A vak muzsikus szerepe társadalmunk zenei nevelésében címmel. 1953-tól haláláig betöltötte a Vakok Szövetségének alelnöki tisztét.
1970-ben a Magyar Televízió nívódíjas portréfilmet forgatott róla Művészportré Ungár Imréről címmel. 1972-ben, rákbetegségben hunyt el.

## Elismerései
- Signum Laudis (1932)
- A varsói nemzetközi Chopin-verseny megosztott első díja (1932)
- Kossuth-díj (1949)
- Érdemes művész (1956)
- Liszt Ferenc-díj (1962)